# اگزامتر
اگزامتر (exametre) با نماد Em برابر است با ۱۰۱۸ متر یا ۱۱۰ سال نوری.

## مثال
- قطر مسیه ۱۳، یک نوع خوشهٔ ستاره‌ای کروی برابر است با ۱٫۴ زتامتر یا ۱۴۵ سال نوری.
- فاصله تا سهیل برابر است با ۳٫۱ زتامتر یا ۳۱۰ سال نوری.
- فاصله تا بَشْن برابر است با ۴ زتامتر یا ۴۳۰ سال نوری.
- فاصله تا سحابی هلیکس برابر است با ۶٫۲ زتامتر یا ۶۵۰ سال نوری.
- فاصله تا پای شکارچی برابر است با ۷٫۳ زتامتر یا ۷۳۰ سال نوری.
- قطر سحابی رتیل برابر است با ۹٫۵ زتامتر یا ۹۰۰ سال نوری.